# Angel Daleman
Angel Mila Diana Daleman (25 maart 2007) is een Nederlands langebaanschaatsster, inline-skater en shorttracker.

## Biografie
Van grootvader John de Lange, die driemaal de Elfstedentocht uitreed, leerde Daleman de eerste schaatspassen.
In 2022 en 2023 werd ze Nederlands kampioen bij de junioren op de langebaan, en reed ze op verschillende afstanden medailles.
Op de Wereldkampioenschappen shorttrack junioren 2022 behaalde ze twee zilveren medailles. In 2023 reed ze naar een zilveren medaille op de 1500 meter op de Nederlandse kampioenschappen shorttrack 2023 voor senioren, en won ze de B-finales op de 500 en 1000 meter.
Op de Wereldkampioenschappen schaatsen junioren 2023 in Inzell werd Daleman wereldkampioen en behaalde ze zes gouden, één zilveren en één bronzen medaille. Zij werd met 15 jaar en 327 dagen de jongste junioren wereldkampioen ooit.
Op de Olympische Jeugdwinterspelen 2024 haalde ze goud op alle langebaanonderdelen (500 en 1500 meter, massastart) en brons samen met Sem Spruit in de gemengde estafette. Dat is al op zich een unieke prestatie. Maar ze wilde nog meer: Ze combineerde langebaan met shorttrack, en haalde daarin twee B-finales en een A-finale, maar geen medaille.
Op de wereldkampioenschappen schaatsen junioren 2024 in Hachinohe werd ze wederom allround kampioen met drie afstandtitels. Na het seizoen werd bekend dat ze bij Team Essent zou gaan trainen voor de langebaan. Bij langebaanwedstrijden in het seizoen 2024-2025 komt ze uit voor de Nederlandse selectie. Op 13 maart 2025 werd ze op het onderdeel teamsprint met haar 17 jaar en 353 dagen de één na jongste wereldkampioene na de Noorse Laila Schou Nilsen.
In april 2025 besluiten de vier commerciële schaatsploegen samen met de KNSB, dat Daleman, tegen de geldende regels in, als achttienjarige zich mag aansluiten bij een commercieel team. Ze tekende vervolgens een tweejarig profcontract bij Team Essent.

## Persoonlijk
Tantes Melanie en Maureen de Lange (1978, tweeling) namen in 1998 deel aan de Olympische Winterspelen in Nagano op het shorttrack  onderdeel.
In september 2022 verhuisde Daleman van Leiderdorp naar Heerenveen. Ze was het heen-en-weer rijden naar trainingen in Dordrecht en Den Haag en school in Rotterdam beu. Zo kreeg ze weer tijd voor wat sociale contacten.
Sinds maart 2025 heeft Daleman een relatie met schaatser Beau Snellink. 

## Persoonlijke records
| Afstand    | Tijd      | Datum            | Baan       |
| ---------- | --------- | ---------------- | ---------- |
| 500 meter  | 37,56*    | 15 februari 2025 | Heerenveen |
| 1000 meter | 1.14,22   | 24 januari 2025  | Calgary    |
| 1500 meter | 1.52,38** | 25 januari 2025  | Calgary    |
| 3000 meter | 4.11,75   | 11 februari 2023 | Inzell     |

* = nationaal juniorenrecord

** = wereldrecord junioren
(laatst bijgewerkt: 15 februari 2025)

### Wereldrecords
| Nr.  | Afstand              | Tijd/Punten | Datum            | Baan       |
| ---- | -------------------- | ----------- | ---------------- | ---------- |
| jr1. | 1500m junioren       | 1.52,38     | 25 januari 2025  | Calgary    |
| jr2. | 2×500 meter junioren | 75,150      | 15 februari 2025 | Heerenveen |

|  | = huidig wereldrecord |

## Resultaten in langebaanschaatsen
| Jaar | NK Afstanden               | WK Afstanden          | WK Junioren                                                                          |
| ---- | -------------------------- | --------------------- | ------------------------------------------------------------------------------------ |
| 2023 |                            |                       | allround · 500m · 1000m · 1500m · 3000m · massastart · achtervolging · teamsprint    |
| 2024 | 10e 1500m                  |                       | allround · 500m · 1000m · 1500m · 5e 3000m · massastart · achtervolging · teamsprint |
| 2025 | 500m · 5e 1000m · 4e 1500m | 14e 500m · teamsprint |                                                                                      |